# 大津五号
大津五号（おおつごごう）とは、柑橘類のひとつである「温州ミカン」の一品種である。

## 来歴
1964年（昭和39年）に神奈川県足柄下郡湯河原町の大津祐男が「十万温州」の珠心胚実生から選抜した系統で、十万温州の穂を根府川分室から譲り受け高接ぎし、1964年（昭和39年）産果実より採取したもの（花粉親不明）を1965年（昭和40年）3月に播種。その実生1年生を1966年（昭和41年）4月にカラタチ台に切接ぎして苗木を育成。1972年（昭和47年）に初結実した一号から十号の中で大津祐男は、大津四号か五号を登録しようか迷い、その際、梶浦実、大垣敏昭の助言によりバラが少ない形質の四号が選抜された。

## 特徴
湯河原の農家で大津祐男に近い人間は、果実の品質が優れている大津五号を自己増殖した。湯河原では四号の他に五号・八号が植えられているが見た目の区別はつかず総称して「大津みかん」と呼ばれている。